# محوطه ماشکید ۸
محوطه ماشکید ۸ مربوط به دوره ساسانیان است و در شهرستان گلشن، بخش مرکزی، ۱۷ کیلومتری شمال غرب شهر جالق، منطقه آب سردین واقع شده و این اثر در تاریخ ۱۳ آبان ۱۳۸۶ با شمارهٔ ثبت ۱۹۷۷۷ به‌عنوان یکی از آثار ملی ایران به ثبت رسیده است.